# Doberschwitz
Doberschwitz ist ein Ortsteil der Stadt Leisnig im Landkreis Mittelsachsen. 1925 hatte der Ort 78 Einwohner. 1936 wurde er nach Zschockau eingemeindet, seit 1965 gehörte er zu Polkenberg, seit 1999 gehörte er zu Bockelwitz, 2012 gelangte er mit diesem nach Leisnig.

## Geschichte
Der Ort war anfangs nach der Matthäi-Kirche Leisnig gepfarrt. 1286 wurde er nach der Kirche Altleisnig gewiesen.
Die Erstnennung erfolgte 1246.
1287 übertrug Heinrich von Colditz drei Talente in Doberschwitz an das Kloster Buch, die Lehen des Janiko de Lyntbach waren.
1356 verkaufte Bgf. Heinrich von Leisnig dem Kloster Buch Einkünfte in Doberschwitz.
1359 übertrugen die Burggrafen von Leisnig dem Kloster Buch Zehnten u. a. in Doberschwitz, die Lehen von Niczen vnseme getruwen geheysen von kozsebrade waren. 1378 hatten die Markgrafen von Meißen keine Einkünfte in Doberschwitz.
Nach dem Amtserbbuch Leisnig von 1548 gehörten zu Doberschwitz 7 besessene Mann auf 14 Hufen, davon sind 4 dem Gotteskasten zu Leisnig, 1 dem Pfarrer zu Leisnig, 1 dem Kloster Buch und je ein halbes Gut dem Amt und dem Rat zu Leisnig lehen- und zinsbar. Das Erbgericht gehörte dem jeweiligen Herrn, das Obergericht ins Amt Leisnig. 